# Koproduktionsabkommen Österreich – Deutschland
Das Koproduktionsabkommen Österreich – Deutschland ist ein zwischen den Regierungen Deutschlands und Österreichs getroffenes Filmabkommen. Die aktuelle Fassung trat am 1. November 1990 in Kraft. Das Abkommen regelt beispielsweise, welche Filmrollen und Stabpositionen von Deutschland, wenn es einen Film als Minderheitspartner mitproduziert, besetzt werden müssen und welches Land einen koproduzierten Film bei Filmfestspielen vertritt.
Zur Überprüfung des Abkommens besteht eine gemischte Kommission, die sich aus Vertretern der Regierungen und von Fachkreisen beider Länder zusammensetzt. Diese Kommission tritt alle drei Jahre zusammen, sofern keine außerordentliche Einberufung stattfindet.

## Grundsatzbestimmungen
Einige grundsätzliche Punkte im Vertrag bestimmen, dass:
- der künstlerische und technische Beitrag eines Gemeinschaftsproduzenten grundsätzlich seinem finanziellen Beitrag entsprechen soll (Art. 6, Abs. 1)
- die Mindestbeteiligung des Minderheitsproduzenten an den Herstellungskosten des Films in der Regel 30 % beträgt – in Sonderfällen in gegenseitigem Einvernehmen jedoch auch 20 % oder als österreichische Mindestbeteiligung 10 % (Art. 6, Abs. 2 u. 3)
- ein in Gemeinschaftsproduktion hergestellter Film auf Filmfestspielen in der Regel als Beitrag des Mehrheitsproduzenten oder desjenigen Produzenten vorzuführen ist, der den Regisseur stellt. Der Gemeinschaftsproduktionsvertrag kann jedoch bestimmen, dass der Film auch als Beitrag beider Hersteller aufgeführt werden kann. (Art. 6, Abs. 9)
- koproduzierte Filme in beiden Ländern Filmförderungen beantragen können

## Besetzung und Stab einer Koproduktion
Zur Frage des Stabs und der Besetzung des Films regelt das Abkommen genau, welche Positionen ein deutscher Minderheitsproduzent stellen darf:
1. einen Drehbuchautor oder Dialogbearbeiter
2. einen Regieassistenten oder eine andere wesentliche künstlerische oder technische Stabkraft
3. einen Darsteller in einer Hauptrolle und einen in einer wichtigen Rolle oder zwei Darsteller in wichtigen Rollen und einen Darsteller in einer Nebenrolle. Stellt der deutsche Minderheitsproduzent den Regisseur, so reicht ein Darsteller in einer wichtigen Rolle.

Im Falle einer österreichischen Minderheitsproduktion gibt es keine konkreten Bestimmungen. Es wird lediglich festgehalten, dass die „künstlerische oder technische Beteiligung des österreichischen Minderheitsproduzenten dann gegeben ist, wenn der Anteil der künstlerisch oder organisatorisch entscheidungsberechtigten Personen der finanziellen Beteiligung entspricht.“

## Kritik
Die enge österreichisch-deutsche Kooperation bei Film- und sonstigen Kulturprojekten findet in Österreich nicht ungeteilte Zustimmung. Eine Vereinnahmung durch den großen Nachbarn wird dabei als Hauptargument angeführt.